# 源為成
源 為成（みなもと の ためなり）は、平安時代後期の武将。河内源氏、源為義の七男。母は賀茂神社の神主・賀茂成宗の娘。通称は八幡七郎、また賀茂七郎とも。

## 略歴
保元の乱では為義に従い、崇徳上皇・藤原頼長方として参戦。敗北し、父と共に兄・義朝のもとに降参する。義朝によって助命嘆願されるも叶わず、義朝の手によって船岡山（京都市北区）において、父や兄弟らと共に斬首された。
現在の兵庫県加西市の天雲山に、乱の後為成が潜伏していたという伝説が残っている。